# عملية البلطيق
عملية البلطيق ، المعروفة أيضًا باسم العملية الدفاعية في ليتوانيا ولاتفيا ، شملت عمليات الجيش الأحمر خلال الفترة من 22 يونيو إلى 9 يوليو 1941 و التي جرت احداثها على أراضي ليتوانيا ولاتفيا وإستونيا المحتلة ردًا على هجوم شنه الجيش الألماني وذلك خلال الحرب العالمية الثانية وانتهت المعارك بانسحاب القوات السوفيتية .

## القوات المشاركة
شارك في العملية قوات منطقة البلطيق العسكرية الخاصة والتي فوجئت في صباح يوم 22 يونيو 1941 بهجوم مباغت من قبل الجيش الألماني الفيرماخت' المجموعة الشمالية التي تتألف من الجيوش 18 ، 16 الميدانية و مجموعة بانزر الرابعة ، وعناصر مجموعة البانزر الثالثة . 
في 22 يونيو، تمركز الجيش الثامن السوفيتي في شمال ليتوانيا باتجاة الجيش الألماني الثامن عشر. دافع الجيش السوفيتي الحادي عشر عن بقية الحدود الليتوانية مع بروسيا الشرقية وسعى لاحتواء هجمات الجيش السادس عشر الألماني ومجموعة بانزر الرابعة.

## ما بعد المعركة
هُزمت القوات السوفيتية وأجبرت على التراجع ومهدت العملية هذه للعملية التالية، فوفقًا للتاريخ الرسمي السوفياتي، قام السوفييت لاحقا بعملية لينينغراد الدفاعية الاستراتيجية (10 يوليو - 30 سبتمبر 1941) ، حيث حاول السوفيت إنشاء جبهة مستقرة على طول خط نارفا نوفغورود.